# Трунин, Иван Вадимович
Иван Вадимович Трунин (12 декабря 1971, Москва — 6 августа 1999, Сан-Франциско) — русский поэт, историк.

## Биография

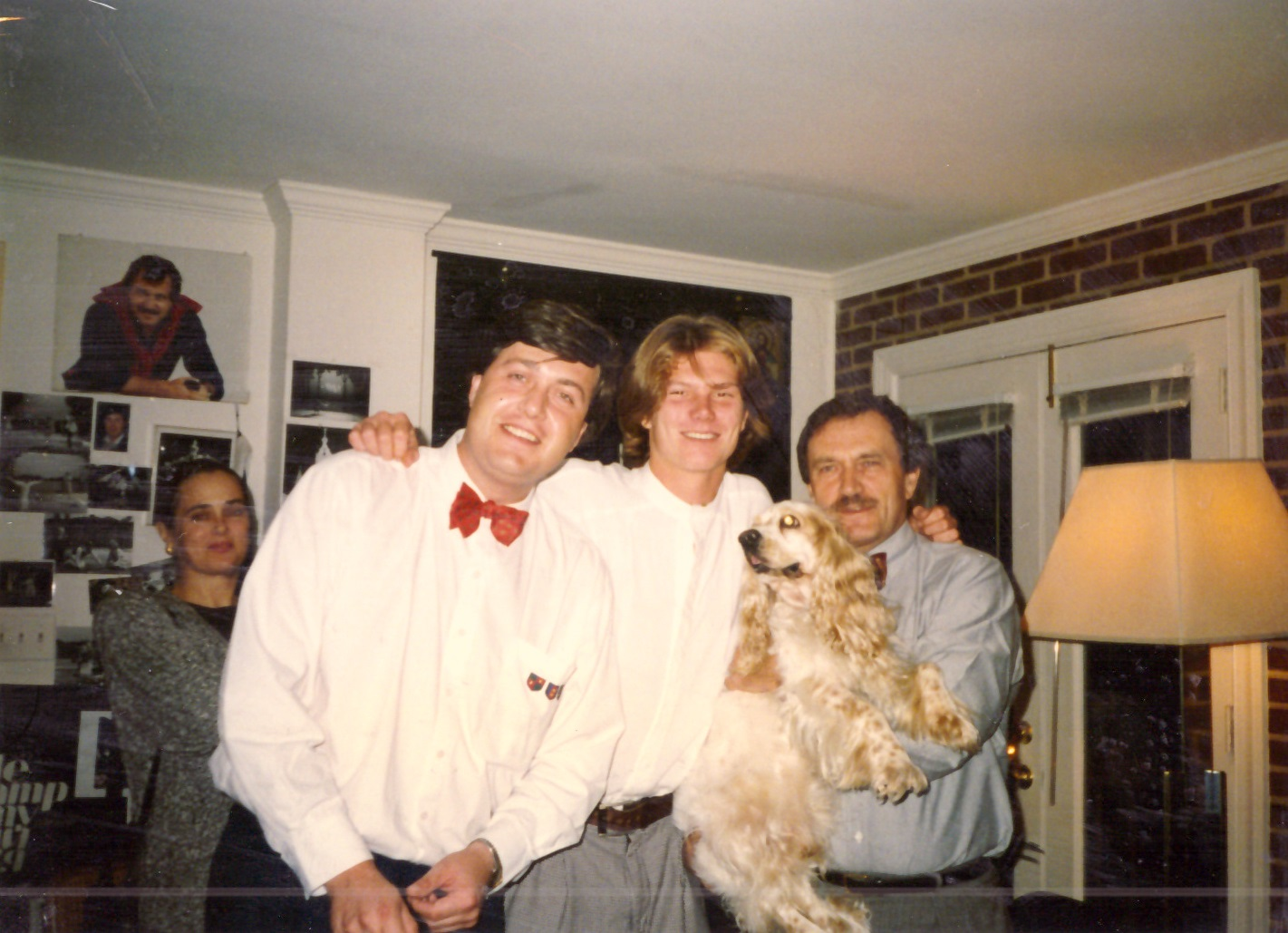
В доме писателя Василия Аксенова в США, 1990-е годы Слева направо: Алексей Аксенов, сын Василия Аксенова, Иван Трунин, внук Майи Аксеновой, Василий Аксенов

Иван Трунин родился в 1971 году в Москве в семье Алены Овчинниковой, дочери Майи Аксеновой и сценариста фильма «Белорусский вокзал» Вадима Трунина.
В 1980 году уехал из СССР вместе с своей матерью, бабушкой Майей Аксеновой и её мужем, писателем Василием Аксёновым.
Получил степень бакалавра по специальности историка в Колорадском университет в Боулдере.
Покончил жизнь самоубийством в августе 1999 года в Сан-Франциско, Калифорния. Похоронен в Фэирфаксе, Вирджиния.
По воспоминаниям Василия Аксенова, начал писать стихи в школе, однако впервые они были опубликованы посмертно в 2000 году.

## Оценки творчества
«…вся его поэзия проникнута чувством смерти, но и с этим чувством поэты живут до конца, до финального толчка, что приходит из ниоткуда, из роковой судьбы, будь это западня Маяковского, жуткая водка Есенина, разрушение семьи Цветаевой». (Василий Аксенов)
«Иван принципиально избегал знаков препинания, полагая, видимо, что фразы в стихах отделяются одна от другой (как и отдельные выкрики или словесные жесты) интонационно». (Виктор Есипов)
«Стихи у него нетрадиционные, это все близок к верлибру, в русском понимании. Даже в переводах видно, что это был очень талантливый человек, с очень свежим взглядом». (Виктор Есипов)

## Память
В 2000 году вышел сборник стихов Ивана Трунина «Буря сознания» на двух языках — оригинальные стихи на английском и переводы на русском языке, выполненные Татьяной Бек, Анатолием Найманом, Виктором Есиповым, Михаилом Генделевым. Книгу предваряет эссе Василия Аксенова «Иван».
Осенью 2000 года в ЦДХ в Москве прошёл вечер памяти Ивана Трунина, на котором его вспоминали и читали его стихи Белла Ахмадулина, Борис Мессерер, Андрей Вознесенский, Михаил Генделев.
Роман Василия Аксенова «Кесарево свечение» посвящен Ивану Трунину («Памяти Ивана посвящается»).
На могиле Ивана на кладбище Fairfax Memorial Park размещена цитата из его стихов «Calm and blue is my ocean / Sails are down / I am resting». Рядом с могилой в память об Иване посажено дерево, около которого размещена табличка с надписью «In loving memory of Ivan Trunin».